# Медведковский сельсовет (Мытищинский район)
Медведковский сельсовет — упразднённая административно-территориальная единица, существовавшая на территории Московской губернии и Московской области в 1925—1960 годах.
Медведковский с/с был образован 23 ноября 1925 года в составе Коммунистической волости Московского уезда Московской губернии путём выделения из Сабуровского с/с.
По данным 1926 года в состав сельсовета входили деревня Медведково, посёлок Ново-Медведково и село Свиблово.
12 июля 1929 года Медведковский с/с был отнесён к Мытищинскому району Московского округа Московской области. При этом к нему был присоединён Раевский с/с (селение Раево).
23 июля 1930 года Московский округ был упразднён и Мытищинский район перешёл в прямое подчинение Московской области.
27 октября 1935 года Медведковский с/с был переименован в Раево-Медведковский.
14 июня 1954 года к Раево-Медведковскому с/с были присоединены Ватутинский и Сабуровский (селения Козеево, Сабурово и Юрлово) с/с. При этом он был переименован в Медведковский.
28 июля 1960 года Медведковский с/с был упразднён, а его территория передана в черту Дзержинского района Москвы.